# عائلة كونوي
كونوي هو اسم عائلة ياباني. يتم تهجئته أحيانًا كونويي"Konoye" بناءً على قواعد الإملاء التاريخية (كانا). 

## أشخاص
من الأشخاص المشهورين الذين يحملون هذا الاسم:
- الإمبراطور كونوي (1139-1155)، الإمبراطور الياباني السادس والسبعون
- كونوي أتسومارو (1863-1904)، سياسي وصحفي ياباني
- فوميمارو كونويه (1891-1945)، سياسي ياباني ورئيس وزراء اليابان الرابع والثلاثون والثامن والثلاثون والتاسع والثلاثون
- كونوي فوساتسوجو (1402-1488)، كوجيو ياباني
- هيديمارو كونوي (1898–1973)، موسيقي و مؤلف ياباني للموسيقى الكلاسيكية
- كونوي هيساميتشي (1472-1544)، كوجيو ياباني
- كونوي هيساتسوجو (1622–1653)، كوجيو ياباني
- كونوي إيهيرا (1282–1324)، كوجيو ياباني
- كونوي إيرو (1667–1736)، كوجيو ياباني
- كونوي إيهيسا (1687–1737)، كوجيو ياباني
- كونوي إيموتو (1261-1296)، كوجيو ياباني
- كونوي إيزاني (1179-1243)، كوجيو ياباني
- كونوي كانيتسوجو (1360-1388)، كوجيو ياباني
- كونوي كانيتسون (1210–1259)، كوجيو ياباني
- كونوي جوشيرو (914–1977)، ممثل ياباني
- كونوي ماساي (1445-1505)، كوجيو ياباني
- كونوي ميتشيتسوجو (1333-1387)، كوجيو ياباني
- كونوي موتوهيرا (1246-1268)، كوجيو ياباني
- كونوي موتوهيرو (1648-1722)، كوجيو ياباني
- كونوي موتوميتشي (1160-1233)، كوجيو ياباني
- كونوي موتوسكي (1783-1820)، كوجيو ياباني
- كونوي موتوتسوجو (1305–1354)، كوجيو ياباني
- كونوي موتوزان (1143-1166)، كوجيو ياباني
- كونوي نوبوهيرو (1599–1649)، كوجيو ياباني
- كونوي نوبوتادا (1565–1614)، أحد رجال الحاشية الملكية، كاتب ياباني وشاعر وخطاط ورسام وكاتب يوميات
- كونوي ساكيهيسا (1536–1612)، كوجيو ياباني
- كونوي تادافوسا (1838-1873)، كوجيو ياباني
- كونوي تاداهيرو (1808–1898)، كوجيو ياباني
- كونوي تاداتسوجو (1383-1454)، كوجيو ياباني
- كونوي تاني (1503-1566)، كوجيو ياباني
- كونوي تاداتيرو (مواليد 1939)، رئيس الاتحاد الدولي لجمعيات الصليب الأحمر والهلال الأحمر
- كونوي تسونيهيرا (1287-1318)، كوجيو ياباني
- كونوي تسونهيرو (1761–1799)، كوجيو ياباني
- كونوي تسونيتادا (1302-1352)، كوجيو ياباني
- كونوي أوشيساكي (1728-1785)، كوجيو ياباني
- كونوي ياسوكو (مواليد 1944)، أميرة يابانية